# Serious Hits... Live!
Serious Hits… Live! é um álbum ao vivo do cantor Phil Collins, lançado em 1990 em LP duplo e CD.
O álbum é um registro dos melhores momentos da turnê do álbum de estúdio …But Seriously, reunindo canções gravadas em shows nos Estados Unidos, Inglaterra, França, Alemanha e Itália. Entre os principais sucessos, constam Against All Odds, Don't Lose My Number, In The Air Tonight, Another Day in Paradise e Easy Lover.
Na mesma época, foi lançado em VHS e Betamax o registro na íntegra do show realizado em Berlim, na Alemanha, no dia 15 de julho de 1990, com o título Seriously Live in Berlin - sendo este relançado em 2003, em DVD duplo, com o mesmo título do álbum. O show foi considerado por Collins como o melhor desempenho da turnê, devido à energia da população alemã após a queda do Muro de Berlim, que provocaria a reunificação da Alemanha (a capital alemã se localizava na parte oriental do país, e também foi dividida em setores ocidental e oriental).
| Críticas profissionais                                                      | Críticas profissionais |
| Avaliações da crítica                                                       | Avaliações da crítica  |
| Fonte                                                                       | Avaliação              |
| --------------------------------------------------------------------------- | ---------------------- |
| Allmusic                                                                    | [ 2 ]                  |
| Esta tabela precisa de ser acompanhada por texto em prosa. Consulte o guia. |                        |

## Faixas

### CD
1. "Something Happened on the Way to Heaven"  (Collins/Steurmer) 4:59
2. "Against All Odds (Take a Look at Me Now)" (Collins) 3:28
3. "Who Said I Would"  (Collins) 4:28
4. "One More Night"  (Collins) 5:49
5. "Don't Lose My Number"  (Collins) 4:42
6. "Do You Remember?"  (Collins) 5:40
7. "Another Day in Paradise"  (Collins) 5:36
8. "Separate Lives"  (Stephen Bishop) 5:16
9. "In the Air Tonight/I missed Again"  (Collins) 6:35
10. "You Can't Hurry Love"  (Lamont Dozier/Eddie Holland/Brian Holland) 2:54
11. "Two Hearts"  (Collins/Dozier) 3:07
12. "Sussudio"  (Collins) 7:14
13. "A Groovy Kind of Love (Carole Bayer Sager/Toni Wine)   3:30
14. "Easy Lover"  (Phillip Bailey/Collins/Nathan East) 4:46
15. "Take Me Home"  (Collins) 8:39

### DVD
1. "Hand in Hand"
2. "Hang in Long Enough"
3. "Against All Odds (Take a Look at Me Now)"
4. "Don't Lose My Number"
5. "Inside Out"
6. "Do You Remember?"
7. "Who Said I Would"
8. "Another Day in Paradise"
9. "Separate Lives"
10. "Saturday Night and Sunday Morning"
11. "The West Side"
12. "That's Just the Way It Is"
13. "Something Happened on the Way to Heaven"
14. "Doesn't Anybody Stay Together Anymore"
15. "One More Night"
16. "Colours"
17. "In the Air Tonight"
18. "You Can't Hurry Love"
19. "Two Hearts"
20. "Sussudio"
21. "A Groovy Kind of Love"
22. "Easy Lover"
23. "Always"
24. "Take Me Home"

## Músicos

### The Serious Guys (formação principal)
- Phil Collins: voz, piano, bateria e percussão
- Leland Sklar: baixo elétrico
- Daryl Stuermer: guitarra e violão
- Chester Thompson: bateria
- Brad Cole: teclados

### The Seriousettes (vocalistas de apoio)
- Bridgette Bryant
- Arnold McCuller
- Fred White

### The Phoenix Horns (instrumentistas de sopro, oriundos do grupo Earth, Wind & Fire)
- Rahmlee Michael Davis: trompete
- Harry Kim: trompete
- Louis "Lui Lui" Satterfield: trombone
- Don Myrick: saxofone

## Desempenho nas paradas

### Álbum
| Paradas (1990) | Melhor posição. |
| -------------- | --------------- |
| Billboard 200  | 11              |